# NGC 7279
NGC 7279 est une vaste galaxie spirale barrée relativement éloignée et située dans la constellation du Poisson austral. Sa vitesse par rapport au fond diffus cosmologique est de 8 758 ± 21 km/s, ce qui correspond à une distance de Hubble de 129,2 ± 9,1 Mpc (∼421 millions d'al). NGC 7279 a été découverte par l'astronome britannique John Herschel en 1834.
La classe de luminosité de NGC 7279 est III et elle renferme possiblement des régions d'hydrogène ionisé. Selon la base de données Simbad, NGC 7279 est une galaxie active de type Seyfert 2.
À ce jour, trois mesures non basées sur le décalage vers le rouge (redshift) donnent une distance de 117,333 ± 3,055 Mpc (∼383 millions d'al), ce qui est à l'intérieur des valeurs de la distance de Hubble.